# Fredrik Croneborg
Fredrik Croneborg né le 6 novembre 1980 à Sundborn en Suède est un triathlète professionnel, multiple vainqueur sur distance Ironman 70.3.

## Palmarès en triathlon
Le tableau présente les résultats les plus significatifs (podium) obtenus sur le circuit international de triathlon depuis 2010,.
| Année | Compétition             | Pays       | Position          | Temps           |
| ----- | ----------------------- | ---------- | ----------------- | --------------- |
| 2018  | Challenge Kanchanaburi  | Thaïlande  | Médaille d'or     | 3 h 15 min 16 s |
| 2018  | Laguna Phuket Triathlon | Thaïlande  | Médaille d'or     | 2 h 21 min 39 s |
| 2017  | Challenge Kanchanaburi  | Thaïlande  | Médaille d'or     | 4 h 18 min 24 s |
| 2017  | Challenge Taiwan        | Taïwan     | Médaille d'or     | 8 h 3 min 21 s  |
| 2017  | Challenge Nakhon Nayok  | Thaïlande  | Médaille d'or     | 3 h 53 min 11 s |
| 2016  | Ironman Malaysie        | Malaisie   | Médaille d'or     | 8 h 39 min 12 s |
| 2016  | Challenge Taiwan        | Taïwan     | Médaille d'or     | 8 h 30 min 28 s |
| 2016  | Ironman 70.3 Bintan     | Indonésie  | Médaille d'or     | 3 h 59 min 28 s |
| 2015  | Ironman Malaysie        | Malaisie   | Médaille d'argent | 8 h 52 min 12 s |
| 2015  | Ironman Taiwan          | Taïwan     | Médaille d'argent | 8 h 28 min 38 s |
| 2014  | Ironman Malaysie        | Malaisie   | Médaille d'argent | 8 h 41 min 53 s |
| 2014  | Challenge Atlantic City | États-Unis | Médaille d'or     | 8 h 31 min 47 s |
| 2013  | Ironman 70.3 Taiwan     | Taïwan     | Médaille d'or     | 4 h 1 min 14 s  |
| 2010  | Ironman 70.3 Chine      | Chine      | Médaille d'or     | 4 h 15 min 40 s |